# Arilena Ara
Arilena Ara (Shkodra, 1998. július 17. – ) albán énekesnő. Ő képviselte volna Albániát a 2020-as Eurovíziós Dalfesztiválon Shaj című dalával.

## Zenei karrierje
A Gjeniu i Vogël nevű gyermek tehetségkutatóban mutatkozott be, ahol összesítésben a harmadik helyen végzett. Édesapja elvesztése után jelentkezett az X Factor albán változatának második évadába, ahol a válogatón a We Are című szám akusztikus változatát adta elő Ana Johnssontól. Ebben az évadban a lányok mentora Tuna volt. A mentorházból eredetileg nem jutott volna tovább, viszont az összes tovább nem jutott előadó közül kettőt választhattak, akiket szeretnének látni az élő adásokban, így az egyik az énekesnőre esett. 2013. március 31-én végül sikerült megnyernie a versenyt.
2016-ban részt vett a Kënga Magjike nevű albán zenei versenyen, ahol Nëntori című dalával megszerezte a harmadik helyet, valamint a legjobb balladának járó díjat.
2019-ben a The Voice Kids albán változatának harmadik évadában mesterként szerepelt. Ugyanebben az évben, december 22-én megnyerte a Festivali i Këngës elnevezésű zenei rendezvényt Shaj című dalával, ezzel elnyerte a jogot, hogy képviselje Albániát a 2020-as Eurovíziós Dalfesztiválon, Rotterdamban. A dalt angol nyelven, Fall From The Sky címmel adta volna elő, azonban a versenyt a Covid19-pandémia miatt nem tartották meg.

## Diszkográfia

### Kislemezek
- Aeroplan (2014)
- Business Class (2014)
- Vegim (2015)
- TokeRroke" (2016)
- Nëntori" (2016)
- I'm Sorry (2017)
- Snow in December (2017)
- Kida (2017)
- Silver and Gold (2017)
- Zemër (2017)
- Silver & Gold (2018)
- Shaj / Fall from the Sky (2020)
- Dance Me (2021, Gjon’s Tears-szel közösen)

### Közreműködések
- Nallane 3 (2017, Flori Mumajesivel és DJ Vickyvel)
- Doja (2019, Flori Mumajesivel)

## Elérhetőségei
- 🅦 Weboldal
- Facebook
- Instagram
- Twitter
- YouTube
- Spotify
- Apple Music